# Olle Svensson (politiker)
Olov (Olle) Fritiof Sören Svensson, född den 19 mars 1925 i Forshaga församling, Värmlands län, död  den 1 oktober 1994 i Eskilstuna Klosters församling, Södermanlands län, var en svensk chefredaktör och politiker (socialdemokrat). 
Olle Svensson tog studentexamen 1944. Han var anställd vid Värmlands Folkblad 1944–1946 och vid Morgon-Tidningen 1946–1954. han var chefredaktör för tidningen Statsanställd 1954–1956 samt redaktör och ansvarig utgivare för Tiden 1956–1959. Därefter var han chefredaktör för tidningen Folket i Eskilstuna 1959–1978. Han var ledamot av riksdagens andra kammare 1969–1970 och av enkammarriksdagen 1971–1991, invald för Södermanlands läns valkrets och ordförande i konstitutionsutskottet 1982–1991. Han var dessutom ordförande i Beredskapsnämnden för psykologiskt försvar 1970–1979.